# 한국크리스천스쿨
한국국제크리스천스쿨(KICS)는 인천광역시에 있는 국제크리스천스쿨이다